# Козловский (Таловский район)
Козловский — посёлок в Таловском районе Воронежской области России. 
Административный центр Добринского сельского поселения.

## География
В посёлке имеются три улицы — Ленина, Набережная и Советская. 

## История
Посёлок был образован в 1911 году одновременно с посёлками Добринка и Новоградский.

## Население
| 2010 |
| ---- |
| 318  |

## Инфраструктура
- Сельское отделение почтовой связи, ул. Набережная, 7.
- Козловская средняя общеобразовательная школа, ул. Набережная, 9.